# 조애나 고잉
조애나 고잉(영어: Joanna C. Going, 1963년 7월 22일 ~ )은 미국의 배우이다. 영화 《트리 오브 라이프》(2011)와 넷플릭스 드라마 《하우스 오브 카드》(2014)의 트리샤 워커 영부인 역으로 알려졌다.

## 출연 작품
- 노스텔지아 (2018)
- 러브 앤 머시 (2014)
- 인투 더 웨스트 (2005)
- 런어웨이 (2003)
- 나 홀로 집에 4 (2002)
- 롤라 (2001)
- 큐피드 앤 케이트 (2000)
- 네트 포스 (1999)
- 다크니스 (1998)
- 헤븐 (1998)
- 키즈 투 툴사 (1997)
- 악의 꽃 (1997)
- 스틸 브리딩 (1997)
- 에덴 (1996)
- 아메리칸 퀼트 (1995)
- 닉슨 (1995)
- 와이어트 어프 (1994)